# Kasbah de Dar Bouazza
Pour l’article homonyme, voir Dar Bouazza.
La kasbah de Dar Bouazza (en arabe : قصبة دار بوعزة ) est une kasbah historique dans la ville de Dar Bouazza au Maroc. Elle est à l'origine de l'appellation de cette localité. 
Dar Bouazza signifie « maison de Bouazza ». La kasbah doit cette appellation à son propriétaire principal, Bou Azza AARAB, qui la fait construire vers la fin du XIXe siècle.

## Situation
La kasbah de Dar Bouazza se situe à l'ouest de Casablanca, à 600 mètres de l'océan Atlantique.

## Histoire
Bou Azza Erriguette, de son nom complet Haj Bou Azza Erriguette Ben Haj Lahcen El Hraoui El Médiouni El Bidaoui, est un riche commerçant et notable de la tribu des Hraouine. Il fait édifier la kasbah sur un petit promontoire au milieu de ses terres dans la deuxième moitié du XIXe siècle.  
Bien que la kasbah ait conservé le nom de Dar Bouazza, ses propriétaires se succèdent : après la disparition de Bou Azza vers la fin des années 1890, ses héritiers en perdent possession au profit du sultan Abdelaziz ben Hassan. Au début du XXe siècle, le sultan offre le domaine à son « ingénieur » français Gabriel Veyre qui utilise la kasbah comme pavillon de chasse et les terres comme ferme expérimentale : élevage d'autruches, de moutons astrakans, de chèvres Angora, etc. Le docteur Veyre y expérimente aussi la distillation de l'asphodèle en carburant et les premiers tracteurs sur base Ford.  
À la mort de Gabriel Veyre en 1936, sa fille unique Berthe Veyre et son gendre Maurice Jacquier héritent de la Kasbah et de ses terres. Ils s'y installent avec leur famille (7 enfants) jusqu'à leur départ en France au début des années 1960. La kasbah demeure inhabitée jusqu'à ce jour.

## Architecture
L'enceinte de la kasbah est de forme carrée de 77 mètres de côté, avec trois tours d'observation situées au nord-est, au nord-ouest et au sud-ouest. La maison principale se situe au nord-ouest et se compose de plusieurs petites pièces autour d'un patio central construit au-dessus d'une citerne.